# Tomohiro Katanosaka
Tomohiro Katanosaka (Kagoshima, 18 april 1971) is een voormalig Japans voetballer.

## Carrière
Tomohiro Katanosaka speelde tussen 1990 en 2003 voor Sanfrecce Hiroshima, Kashiwa Reysol, Oita Trinita, Gamba Osaka en Vegalta Sendai.